# 26268 Nardi
26268 Nardi (tên chỉ định: 1998 RY55) là một tiểu hành tinh vành đai chính. Nó được phát hiện bởi dự án Nghiên cứu tiểu hành tinh gần Trái Đất Lincoln ở Socorro, New Mexico, ngày 14 tháng 9 năm 1998. Nó được đặt theo tên Patricia Nardi, an American educator ở Hewlett, New York.